# Alpsko-himalajski lanac
Alpsko-himalajski lanac je naziv za lanac gorja koji se proteže južnom stranom Euroazije od Atlantika na zapadu, preko Sredozemlja, područja Bliskog Istoka pa sve do planina Jugoistočne Azije na istoku. Poslije Tihooceanskog vatrenog pojasa to je seizmički najaktivnije područje na svijetu sa 17 % svih svjetskih velikih potresa.
Alpsko-himalajski lanac je nastao alpskom orogenezom kada su se sudarile Euroazija, Afrika i indijski potkontinent.

## Reference i vanjske poveznice
1. ↑  USGS. 27. listopada 2009. Q: Where do earthquakes occur?. FAQs - Historic Earthquakes and Earthquake Statistics. Inačica izvorne stranice arhivirana 5. ožujka 2010. Pristupljeno 3. svibnja 2010.

- Historic Earthquakes & Earthquake Statistics - USGS  Arhivirana inačica izvorne stranice od 17. siječnja 2006. (Wayback Machine)
- "Ring of Fire", Plate Tectonics, Sea-Floor Spreading, Subduction Zones, "Hot Spots" - USGS  Arhivirana inačica izvorne stranice od 31. prosinca 2005. (Wayback Machine)